# Shurikenjutsu
Lo Shurikenjutsu è l'arte giapponese del lancio e dell'uso di dardi (shuriken) di varie dimensioni e fogge, suddivisibili in due grosse categorie. La più diffusa è costituita da proiettili di forma allungata, somiglianti a grossi chiodi. L'altra comprende vari dardi a forma di croce (jūjiken) o di stella, a volte più precisamente denominati shaken (lame rotanti), scagliati manualmente imprimendo al proiettile un moto rotatorio. La pratica di questa arte marziale ha conosciuto una certa fortuna anche indipendentemente, sebbene nelle scuole tradizionali giapponesi di bujutsu sia compresa in un programma più ampio e di solito complementare all'arte della spada (Kenjutsu).